# 노애
노애(嫪毐, ? ~ 기원전 238년)는 중국 전국시대 진나라(秦)의 가짜 환관이며 정치인이다. 작위는 장신후(長信侯)이다.
큰 음경을 지니고 있어 진나라의 재상 여불위(呂不韋)에게 발탁되었으며, 이후 진 시황제의 어머니인 조희(趙姬)와 간통하여 권세를 누린 것으로 유명하다.

## 생애

### 입궁과 간통
노애의 출신은 알 수 없다. 《사기》 여불위열전에 따르면, 그는 음경으로 오동나무 바퀴를 들어올릴 수 있을 정도로 남근이 컸다고 한다.
진나라(秦)의 상국(相國)이었던 여불위(呂不韋)는 과거에 진 장양왕(莊襄王)의 왕후와 후궁인 조희(趙姬)·한희(韓姬)와 각각 통정했던 사이였다. 기원전 246년, 진 장양왕(莊襄王)이 죽고 조희의 어린 아들인 진왕 정(政, 훗날의 진 시황제)이 즉위하자 태후(太后)가 된 조희는 다시 여불위와 간통하였다. 이후 진왕 정이 성장한 후에도 조희가 여불위와 간통하려하자, 여불위는 이 일이 들통날까 두려워하였다.
그래서 여불위는 음경이 큰 노애를 구해서 자신의 사인(舎人)으로 삼았다. 여불위는 노애로 하여금 오동나무 바퀴를 음경으로 들어올리는 공연을 자주 벌이도록 해서 이 소문이 조희의 귀에 들어가도록 하였다. 조희가 이를 알고는 노애를 가지고자 하였는데, 여불위는 사람을 시켜서 노애를 모함하여 부형(腐刑, 궁형)을 당하게 하는 한편, 조희에게는 그를 부형에 처한 것으로 위장시켜 궁안으로 들여올 것을 권하였다.
조희는 관리에게 뇌물을 주어서 노애가 부형을 받은 것으로 꾸미고는 그의 수염과 눈썹을 밀었다. 가짜 환관이 된 노애는 조희를 모시게 되었는데, 조희는 노애와 간통하며 그를 매우 총애하였다. 결국 임신을 하게 된 조희는 사람들에게 들킬까 두려워서 점을 치고는 잠시 궁을 떠나야 한다면서 거처를 옹(雍)으로 옮겼다.
노애는 이후에도 늘 조희를 곁에서 모시면서 많은 상을 받았으며, 주변의 모든 일을 결정하였다. 노애의 집에는 노복이 수 천 명이었고, 벼슬을 얻으려고 노애의 식객이 된 자들도 천 여 명에 이르렀다.

### 반란과 죽음
기원전 239년(진시황 8), 진왕 정이 노애를 장신후(長信侯)로 봉하였으며, 산양(山陽) 땅을 살게 하였고, 집 · 마차 · 옷 · 원유(苑囿) · 사냥 등을 마음대로 하게 하니, 크고 작은 모든 일을 노애가 결정했다. 또 하서(河西) 태원군(太原郡)을 노애의 봉국으로 바꾸었다.
기원전 238년(진시황 9) 4월 기유일, 진왕 정이 어머니인 조희가 있는 옹(雍)에 와서 관례를 치르고 검을 차는 성인식을 가졌다. 그런데 누군가가 노애가 사실은 환관이 아니며, 조희와 간통하여 아들을 둘이나 낳아 숨겨 놓았고, 조희와 모의하여 왕이 죽으면 자신의 아들을 후계자로 삼자고 했다는 것을 고발해왔다. 이에 진왕 정이 관리들로 하여금 사람들을 심문하여 실정을 알아내도록 하였다.
반란을 일으키려다가 들통이 난 노애는 왕의 옥새와 태후의 인장을 도용하여 옹현의 군사, 진왕의 호위군사, 관의 기병, 융적(戎翟)의 우두머리 및 가신들을 동원해 기년궁(蘄年宮)을 공격하고 난을 일으켰다. 이에 진왕 정이 창평군(昌平君) · 창문군(昌文君)에게 군대를 내어 노애를 공격하도록 명령하니 함양(咸陽)에서 싸워 수백 명의 머리를 베었다.
노애가 패하여 도망치자, 진왕 정은 즉시 나라 안에 노애를 사로잡는 자에게는 1백만 냥을, 죽이는 자에게는 50만 냥을 준다는 명령을 내렸다. 결국 노애와 그 무리들은 모두 잡히고 말았다. 반란에 연루된 위위(衛尉) 갈(竭) · 내사(內史) 사(肆) · 좌익(佐弋) 갈(竭) · 중대부령(中大夫令) 제(齊) 등 20명은 모두 효수형에 처했졌으며, 노애는 진왕 정이 특별히 포박해서 감옥에 가둬서 노애의 수염을 기르게 했다. 노애의 수염이 어느 정도 자라자 진왕 정은 노애를 끌고 와서 사람들을 불러모아놓고 "환관인데 수염났다"며 노애를 비웃었다. 이후 노애는 사지를 찢는 거열형(車裂刑)에 처해 조리를 돌렸다.
노애가 조희와 간통하여 낳은 2명의 아들과 노애의 3족(三族) 또한 모두 죽임을 당하였고 특히 노애와 조희 사이에서 벌어진 간통으로 태어난 2명의 아들들은 둘 다 자루에 담겨진 채 죽을 때까지 강철 몽둥이로 두들겨 팼다. 또한 가신과 죄가 가벼운 자는 귀신형(鬼薪刑, 유배형)에 처했다. 결국 이로 인하여 작위가 박탈되었고 촉(蜀)으로 쫓겨 간 집이 4천 가를 넘었는데 방릉(房陵)에 살게 했다. 조희는 부정한 자와 간통한 죄로 유폐되었지만 중신들의 만류로 겨우 사면되었다. 

## 관련 인물
- 진 시황제
- 조희
- 여불위

## 같이 보기
- 춘추 시대
- 춘추 전국 시대
- 초나라
- 진 장양왕
- 초 고열왕
- 조고
- 조나라